# Batrachuperus pinchonii
Batrachuperus pinchonii (англ. Western Chinese mountain salamander, рос. Сычуаньский углозуб) — вид земноводних родини Кутозубі тритони ряду Хвостаті. Вид є ендеміком Китаю, зустрічається у провінціях Сичуань, Юньнань та Ґуансі. Ця саламандра живе у чистій, протічній воді. Тіло жовтого забарвлення з чорними плямами, 14 см завдовжки. Використовується у китайській традиційній медицині.